# Johnny Rogers
John Bernard Rogers Bakker (Fullerton, Califòrnia, 30 de desembre de 1963), més conegut com a Johnny Rogers, és un exjugador professional de bàsquet de nacionalitat nord-americana i espanyola.
La major part de la seua carrera esportiva va transcórrer en diferents clubs d'Europa. Fou internacional absolut amb la selecció espanyola i va ser dues vegades campió de l'Eurolliga quan militava en les files del Panathinaikos BC.
Després de la seua retirada, Johnny Rogers ha sigut director tècnic del Club de Bàsquet Jovens L'Eliana, on ha entrenat i fet classes a més de 300 xiquets i jovens del municipi. A més, porta més de deu anys dirigint el Campus de Tiro Johnny Rogers - Sesiones de Tecnificación. Es tracta d'una proposta que s'ha assentat a València com una activitat destinada a joves jugadors i jugadores de bàsquet d'entre 9 i 17 anys que pretenen millorar la seua tècnica de tir.

## Trajectòria esportiva
- High School. La Quinta (Westminster, Califòrnia).
- 1981-83 NCAA. Stanford University.
- 1984-86 NCAA. University of Califòrnia at Irvine.
- 1986-87 NBA. Sacramento Kings.
- 1987-88 NBA. Cleveland Cavaliers.
- 1988-89 ACB. Reial Madrid.
- 1989-91 ACB. Pamesa València.
- 1991-92 Lliga italiana. Phillips Milano.
- 1992-93 Lliga italiana. Cagiva Varese.
- 1993-94 Lliga italiana. Telemarket Forli.
- 1994-95 ACB. CB Murcia.
- 1995-96 ACB. Càceres C.B.
- 1996-97 ACB. Pamesa València.
- 1997-99 Lliga grega. Olympiacos BC.
- 1999-02 Lliga grega. Panathinaikos BC.
- 2002-04 ACB. Caprabo Lleida.

## Palmarés
- 1988-89. Campió de la Copa del Rei de bàsquet amb el Reial Madrid.
- 1988-89. Campió de la Recopa d'Europa amb el Reial Madrid.
- 1999-00. Campió de la lliga grega amb el Panathinaikos BC.
- 1999-00. Campió de l'Eurolliga amb el Panathinaikos BC.
- 2000-01. Campió de la lliga grega amb el Panathinaikos BC.
- 2001-02. Campió de l'Eurolliga amb el Panathinaikos BC.